# Julia Chan
Julia Chan, také známá jako Julia Taylor Ross (* 9. května 1983 Cheshire, Anglie, Spojené království), je britská herečka a televizní moderátorka. Proslavila se rolí Sophie v hororovém filmu Silent House (2011), rolí Dr. Maggie Lin v televizním seriálu Nemocnice Hope (2011–2017) a jako moderátorka reality show The Great Canadian Baking Show.

## Životopis
Chan otec Roy Chan, je hongkongský advokát a její matka Lorna je balerína. Vyrostla ve městě Cheshire a navštěvoval University College London v Londýně a poté navštěvovala Harvardovu univerzitu v Cambridge v Massachusetts. Při studiu na Harvardu často vystupovala v divadle American Repertory Theatre. Titul Bachelor of Arts získala v oboru dějiny umění a architektura.  V roce 2010 získala magisterský titul na newyorské škole New School of Drama.

## Kariéra
V roce 2010 získala roli v seriálu Rookie Blue vysílaném na stanici ABC. Během let 2011 až 2017 hrála hlavní roli Dr. Maggie Lin v pěti řadách seriálu Nemocnice Hope na stanici NBC. Roli Sophie si zahrála v roce 2011 v americkém hororovém filmu Silent House a v následujícím roce se objevila v romantickém komediálním filmu Missed Connections.
Chan si také zahrála dvou kanadských seriálech, a to v minisérii Pouštění žilou a a seriálu Doylův okrsek. V roce 2015 si zahrála ve filmu Ava Possessions. Epizodní role si zahrála v seriálech Gotham (2016) a Městečko Schitt's Creek (2017).
V červenci 2017 bylo oznámeno, že bude moderovat reality show The Great Canadian Backing Show. Chan také moderovala druhou řadu vysílanou v roce 2018.

## Osobní život
Chan se dne 21. ledna 2011 provdala za Erika Ratenspergera. Dvojice se v dubnu roku 2019 rozvedla.

## Filmografie

### Film
| Rok  | Název              | Role     | Poznámky            |
| ---- | ------------------ | -------- | ------------------- |
| 2008 | Twenty One         | Kate     | krátkometrážní film |
| 2010 | B.U.S.T.           | Tina     | krátkometrážní film |
| 2012 | Silent House       | Sophia   |                     |
| 2012 | Missed Connections | Yoga Zoe |                     |
| 2014 | Dear Dead Abby     | Rachel   | krátkometrážní film |
| 2015 | Ava's Possessions  | Punkařka |                     |
| 2018 | Náš Jake           | Michelle |                     |

### Televize
| Rok        | Název                          | Role                    | Poznámky               |
| ---------- | ------------------------------ | ----------------------- | ---------------------- |
| 2010       | Rookie Blue                    | Emily Starling          | díl: „Tetovaný“        |
| 2010       | Pouštění žilou                 | Adrianne                | díl: „Family Practice“ |
| 2010, 2012 | Doylův okrsek                  | Karen Becker            | 2 díly                 |
| 2012       | Pan Am                         | Patronka ženského umění | díl: „Nové obzory“     |
| 2012–2016  | Nemocnice Hope                 | Dr. Maggie Lin          | hlavní role, 79 dílů   |
| 2015       | Gotham                         | Karen Jennings          | díl: „Borový les“      |
| 2017       | Městečko Schitt's Creek        | Elaine                  | díl: „New car“         |
| 2017–2018  | The Great Canadian Baking Show | Samu sebe/moderátorka   |                        |
| 2018–2019  | Little Dog                     | Pamela                  | vedlejší role, 11 dílů |
| 2019–2020  | BoJack Horseman                | Pickles Aplenty (hlas)  | 6 dílů                 |
| 2020       | Katy Keene                     | Pepper Smith            | hlavní role, 13 dílů   |